# Nick Montgomery
Nick Montgomery, właśc. Nicholas Anthony Montgomery (ur. 28 października 1981 w Leeds) – szkocki piłkarz występujący na pozycji pomocnika.

## Kariera klubowa
Po grze w drużynach juniorskich Sheffield United, w 2000 roku Montgomery włączony został do pierwszego zespołu klubu. Zadebiutował w nim 21 października w spotkaniu z Norwich City. Sezon 2000/2001 zakończył z 17 występami, w tym 13 jako zmiennik. 17 listopada 2001 roku w meczu z Birmingham City (4:0) zdobył swoją pierwszą bramkę dla Sheffield United. W sezonie 2001/2002 zagrał w 31 ligowych meczach oraz strzelił dwie bramki. Rok później wychodził już bardzo często w podstawowym składzie, zagrał w 32 meczach od pierwszej minuty. W 2006 roku wraz ze swoim klubem awansował do Premier League.
W najwyższej klasie rozgrywkowej w Anglii pierwszy raz zagrał 22 sierpnia w spotkaniu z Tottenhamem Hotspur. Na koniec sezonu jego klub uplasował się na 18. miejscu w tabeli i spadł do League Championship. Latem 2009 roku Montgomery łączony był z przejściem do Middlesbrough, jednak pozostał w Sheffield. W 2012 roku był wypożyczony do Millwall.
W latach 2012–2017 Montgomery grał w Australii w zespołach Central Coast Mariners oraz Wollongong Wolves. W 2017 roku zakończył karierę.

## Kariera reprezentacyjna
Montgomery urodził się w Leeds w Anglia. Mimo to reprezentował Szkocję. W 2003 roku zagrał w dwóch meczach kadry U-21 tego kraju.